# Jermak Kardanow
Jermak Kazbiekowicz Kardanow (ros. Ермак Казбекович Карданов; ur. 16 października 1997) – rosyjski, a od 2023 roku słowacki zapaśnik, osetyjskiego pochodzenia, startujący w stylu wolnym. Zajął 21. miejsce na mistrzostwach świata w 2023 roku.
Brązowy medalista mistrzostw Europy w 2023 roku.